# Liste der Monuments historiques in Chaume-et-Courchamp
Die Liste der Monuments historiques in Chaume-et-Courchamp führt die Monuments historiques in der französischen Gemeinde Chaume-et-Courchamp auf.

## Liste der Objekte
| Bezeichnung                | Beschreibung                               | Standort                                  | Kennzeichnung | Schutzstatus | Datum | Bild |
| -------------------------- | ------------------------------------------ | ----------------------------------------- | ------------- | ------------ | ----- | ---- |
| Skulptur Gnadenstuhl       | Kalkstein, farbig gefasst, 16. Jahrhundert | Chaume, in der Kirche St-Michel (Lage)    | PM21000589    | Classé       | 1923  |      |
| Skulptur Heiliger Nikolaus | Holz, farbig gefasst, 16. Jahrhundert      | Chaume, in der Kirche St-Michel (Lage)    | PM21000590    | Classé       | 1960  |      |
| Skulptur Erzengel Michael  | Kalkstein, farbig gefasst, 16. Jahrhundert | Chaume, in der Kirche St-Michel (Lage)    | PM21000591    | Classé       | 1960  |      |
| Glocke                     | Bronze, 1684 gegossen                      | Courchamp, in der Kirche St-Martin (Lage) | PM21000592    | Classé       | 1960  |      |